# Chinesischer Apfel
Der Chinesische Apfel (Malus spectabilis) ist eine Laubbaum-Art aus der Gattung der Äpfel in der Familie der Rosengewächse (Rosaceae). Dieser beliebte Zierbaum stammt aus China.

## Verbreitung
Der Chinesische Apfel ist in der Volksrepublik China heimisch; seine Vorkommen erstrecken sich über die Provinzen Hebei, Jiangsu, Liaoning, Qinghai, Shanxi, Shandong, Sichuan, Yunnan und Zhejiang. Er wächst dort in Ebenen und in Bergregionen von 500 bis 2000 m Höhe; echte Wildvorkommen sind allerdings offenbar nicht bekannt.
Der Baum ist auf jeden Fall schon seit 1750, wahrscheinlich sogar noch früher, in Europa bekannt.

## Beschreibung
Der Chinesische Apfel wächst in Mitteleuropa meist als großer Strauch, oft auch als kleiner Baum bis 8 m Wuchshöhe. In England erreicht er eine Wuchshöhe von etwa 12 Metern bei einem Stammdurchmesser bis über 0,6 m. Die Rinde weist feine spiralige Furchen auf und ist purpurbraun mit dicken grauen Schuppen. Die Krone ist meist kegelförmig und verbreitert sich mit zunehmendem Alter deutlich, dann hängen auch die Zweige etwas herunter.
Die Blätter sind 5 bis 8 cm lang und etwa 3 cm breit. Sie sind elliptisch geformt mit ungleichem Basisansatz. Die Blätter sind oben glänzend und haben einen 1,5 cm langen behaarten Stiel.
Die Blütezeit liegt im April bis Mai. Die Blütenknospen sind kugelig und rosarot; die aufgeblühte Blüte ist etwas heller und bis gut 5 cm breit. Sie ist halbgefüllt mit sechs bis acht Petalen; die Staubfäden sind 1,5 cm lang und weit abstehend. Die Frucht ist etwa 2 bis 3 cm groß und kugelig. Sie ist gelblich und schmeckt sauer, ist aber nach passender Lagerung roh oder gekocht genießbar.
Die Chromosomenzahl beträgt 2n = 34.

## Nutzung
Der Chinesische Apfel ist vor allem wegen seiner Blütenpracht ein beliebter Zierbaum. Vor allem im nördlichen und östlichen China wird er häufig gepflanzt.

## Systematik
Die Erstbeschreibung von Moritz Balthasar Borkhausen wurde 1803 veröffentlicht. Synonyme sind Pyrus spectabilis Aiton, Malus domestica Borkhausen var. spectabilis (Aiton) Likhonos sowie M. microcarpa A. Savatier var. spectabilis (Aiton) Carrière.
Es sind noch folgende kultivierte Varietäten beschrieben:
- Malus spectabilis var. riversis (G. Kirchner) Rehder: Diese Varietät besitzt rosafarbene Blüten.
- Malus spectabilis var. albipena Schelle: Mit weißen Blüten.